# Alexandru Bindea
Alexandru Bindea (n. 22 iunie 1957, București) este un actor român.
A absolvit Academia de Teatru și Film din București în 1989, la clasa profesorului Dem Rădulescu și a debutat în 1989, pe scena Teatrului Radu Stanca din Sibiu, cu spectacolul „Noaptea marilor speranțe” de Tudor Popescu, regizat de Silviu Purcărete. Din 1990 joacă pe scena Teatrului Național din București.

## Filmografie
A debutat în film în Secretul armei... secrete!, regizat de Alexandru Tatos, care a fost lansat pe ecranele cinematografelor abia în 1989, după o întârziere de peste un an.
- O vară cu Mara (1989)
- Secretul armei... secrete! (1989)
- Divorț... din dragoste (1992)
- Atac în bibliotecă (1993)
- E pericoloso sporgersi (1993)
- Privește înainte cu mînie (1993)
- A doua cădere a Constantinopolului (1994)
- Această lehamite (1994)
- Dănilă Prepeleac (1996)
- Față în față (1999)
- În fiecare zi Dumnezeu ne sărută pe gură, regia Sinișa Dragin (2001)
- Niki Ardelean, colonel în rezervă (2003)
- Examen (2003)
- Băieți buni (2005)
- La urgență (2006)
- Chiquititas (2007)
- Nunta mută (2008)
- Trei zile până la Crăciun (2012)
- Funeralii fericite - 2013
- America, venim! - 2014
- Aferim! - 2015
- Adela - 2021 serial TV
- Nunți, botezuri, înmormântări (2022) – preotul Mântuială

## Legături externe
- Filme cu Alexandru Bindea - www.cinemagia.ro